# Luis Cristaldo
Pour les articles homonymes, voir Cristaldo.
Luis Cristaldo (nom complet : Luis Héctor Cristaldo Ruiz Díaz), né le 31 août 1969 à Formosa en Argentine, est un footballeur argentin naturalisé bolivien, qui évoluait au poste de milieu de terrain.
Avec 93 sélections (4 buts) en équipe de Bolivie entre 1989 et 2005, il co-détient le record de sélections (avec Marco Sandy) de son pays. Parmi ces 93 sélections, 2 eurent pour cadre la Coupe du monde 1994 aux États-Unis.
Côté clubs, il a joué à l'Oriente Petrolero et au Club Bolívar en Bolivie, avant d'évoluer à l'étranger au Cerro Porteño, Deportivo Mandiyú Corrientes, Sporting Gijón et Sol de América. Son dernier club est The Strongest La Paz.

## Statistiques

### En sélection nationale
| Saison                | Sélection             | Phases finales                                    | Phases finales | Phases finales | Éliminatoires CDM | Éliminatoires CDM | Matchs amicaux | Matchs amicaux | Total | Total |
| Saison                | Sélection             | Compétition                                       | M              | B              | M                 | B                 | M              | B              | M     | B     |
| --------------------- | --------------------- | ------------------------------------------------- | -------------- | -------------- | ----------------- | ----------------- | -------------- | -------------- | ----- | ----- |
| 1989-1990             | Bolivie               | -                                                 | -              | -              | 1                 | 0                 | -              | -              | 1     | 0     |
| 1992-1993             | Bolivie               | Copa América 1993                                 | 2              | 0              | 2                 | 1                 | 7              | 0              | 11    | 1     |
| 1993-1994             | Bolivie               | Coupe du monde 1994                               | 2              | 0              | 6                 | 0                 | 11             | 0              | 19    | 0     |
| 1994-1995             | Bolivie               | Copa América 1995                                 | 4              | 0              | -                 | -                 | 5              | 1              | 9     | 1     |
| 1995-1996             | Bolivie               | -                                                 | -              | -              | 1                 | 0                 | 10             | 0              | 11    | 0     |
| 1996-1997             | Bolivie               | Copa América 1997                                 | 6              | 0              | 7                 | 1                 | 1              | 0              | 14    | 1     |
| 1997-1998             | Bolivie               | -                                                 | -              | -              | 3                 | 0                 | -              | -              | 3     | 0     |
| 1998-1999             | Bolivie               | Copa América 1999 + Coupe des confédérations 1999 | 3+1            | 0              | -                 | -                 | 3              | 0              | 7     | 0     |
| 1999-2000             | Bolivie               | -                                                 | -              | -              | 4                 | 0                 | 1              | 0              | 5     | 0     |
| 2000-2001             | Bolivie               | Copa América 2001                                 | -              | -              | 1                 | 0                 | -              | -              | 1     | 0     |
| 2003-2004             | Bolivie               | Copa América 2004                                 | 2              | 0              | 3                 | 1                 | 1              | 0              | 6     | 1     |
| 2004-2005             | Bolivie               | -                                                 | -              | -              | 4                 | 1                 | 1              | 0              | 5     | 1     |
| 2005-2006             | Bolivie               | -                                                 | -              | -              | 1                 | 0                 | -              | -              | 1     | 0     |
| Total sur la carrière | Total sur la carrière | Total sur la carrière                             | 20             | 0              | 33                | 4                 | 40             | 1              | 93    | 5     |